# تاكسي 2
تاكسي2 هو فيلم إثارة تم إنتاجه في فرنسا سنة 2000.

## القصة
وزير دفاع ياباني يسافر لباريس لتوقيع صفقة أسلحة بين اليابان وفرنسا. لكنه يصل إلى مارسيليا ليتفقد عمل الشرطة في مكافحة العصابات ويقيمها. يمثل الوزير عملية اختطافه لكنه يخطف بالفعل علي يد منظمات إجرامية يابانية (ياكوزا). يقرر إميلين إنقاذ الوزير وصديقته المحققة بترا التي اختطفت لينقذ سمعة جهاز الشرطة. ويلجأ إميلين إلى قائد سيارة الأجرة المحترف دانيال لينقذ الموقف بمهاراته.

## الميزانية والإيرادات
بلغت تكلفة إنتاج الفيلم حوالي 10,200,000 مليون يورو بينما حقق أرباحا تقدر بـ 84,865,520 مليون يورو.

## وصلات خارجية
- تاكسي 2 على موقع IMDb (الإنجليزية)
- تاكسي 2 على موقع روتن توميتوز (الإنجليزية)
- تاكسي 2 على موقع نتفليكس (الإنجليزية)
- تاكسي 2 على موقع ألو سيني (الفرنسية)
- تاكسي 2 على موقع Turner Classic Movies (الإنجليزية)
- تاكسي 2 على موقع أول موفي (الإنجليزية)
- تاكسي 2 على موقع بوكس أوفيس موجو (الإنجليزية)
- تاكسي 2 على موقع فيلمافينيتي (الإسبانية)
- تاكسي 2 على موقع قاعدة بيانات الفيلم (الإنجليزية)
- تاكسي 2 على موقع ليتربوكسد (الإنجليزية)

1. ↑  وصلة مرجع: http://www.imdb.com/title/tt0183869/. الوصول: 27 مايو 2016.
2. ↑  وصلة مرجع: http://stopklatka.pl/film/taxi-2. الوصول: 27 مايو 2016.
3. ↑  وصلة مرجع: http://www.moviemistakes.com/film1965. الوصول: 27 مايو 2016.